# セイダー (護衛空母)
|           |                                                                           |
| 艦歴      |                                                                           |
| 発注:     |                                                                           |
| 起工:     | 1944年9月29日                                                             |
| 進水:     | 1945年3月17日                                                             |
| 就役:     | 1945年9月4日                                                              |
| 退役:     | 1947年9月12日                                                             |
| その後:   | 1971年10月22日にスクラップとして売却                                      |
| 除籍:     | 1970年12月1日                                                             |
| 性能諸元  |                                                                           |
| 排水量:   | 11,373トン(基準)                                                          |
| 全長:     | 169.9m                                                                    |
| 全幅:     | 32.05m                                                                    |
| 吃水:     | 8.5m                                                                      |
| 機関:     | 4基筒蒸気タービン×2基 スクリュープロペラ×2軸                              |
| 最大速:   | 19ノット                                                                  |
| 航続距離: |                                                                           |
| 乗員:     | 士官、兵員1,066名                                                         |
| 兵装:     | 38口径5インチ単装砲 2基 40mm4連装機銃 3基 40mm連装機銃 12基 20mm機銃 20基 |
| 搭載機:   | 戦闘機×18機 艦上攻撃機×12機                                               |

セイダー (USS Saidor, CVE-117) は、アメリカ海軍の護衛空母。コメンスメント・ベイ級航空母艦の13番艦。
“セイダー(Saidor)”の名は、1944年1月2日に上陸作戦が行われ同年2月まで戦闘が行われたパプアニューギニアの地名および戦場名に因む。

## 艦歴
当初はサルテリー・ベイ（Saltery Bay) の艦名であったが、1944年6月5日にセイダーに改名された。1944年9月29日にワシントン州タコマのトッド造船所で起工し、1945年3月17日にウォルター・F・ブーン夫人によって進水、1945年9月4日にA・P・ストーズ艦長の指揮下就役した。
西海岸での整調後、セイダーは1945年12月12日から1946年3月20日まで真珠湾を拠点として活動した。4月16日から4月22日までバージニア州ノーフォークで活動し、その後パナマ運河経由で西海岸に帰港した。5月6日にカリフォルニア州サンディエゴを出港し、5月24日にビキニ環礁に到着、原爆実験のクロスロード作戦において写真現像を担当した。7月1日および7月25日の核実験で、セイダーは各目標に対する原爆の破壊力をレポート化し、フィルムの現像処理を行った。8月4日にビキニ環礁を出航、サンディエゴに帰還すると1947年まで同地に留まり、その後不活性化が行われた。
セイダーは1947年9月12日に退役し、サンディエゴの太平洋予備役艦隊で保管された。1955年6月12日に CVHE-117（護衛ヘリ空母）に艦種変更され、1959年5月7日に AKV-17（貨物航空機運搬艦）に再変更された。1970年12月1日に除籍され、1971年10月22日にオレゴン州ポートランドのアメリカン・シップ・ディスマントラーズ社にスクラップとして売却された。